# Веселина Михалкова
Веселина Михалкова е българска актриса.

## Биография и творчество
Веселина Михалкова е родена на 15 януари 1968 година в град Варна. Завършва НАТФИЗ „Кръстьо Сарафов“ през 1998 година в класа на проф. Богдан Сърчаджиев и проф. Пламен Марков. 
От 1998 г. работи в Драматичен театър „Стоян Бъчваров“ гр. Варна. През март 2012 г. става артистичен директор на ДТ „Стоян Бъчваров“.

## Творчество
На сцената на ДТ „Стоян Бъчваров“ е изиграла:
- Цвета – „Черна дупка“ – Горан Стефановски, реж. Стоян Камбарев
- Лариса – „Прашка“ – Николай Коляда, реж. Георги Михалков
- Наталия – „Майката Васа Железнова" – 1910“ – Максим Горки, реж. Стоян Камбарев
- Рада – „Зидарите и попа“ – П. Тодоров, реж. Пламен Марков
- Зоя Денисовна Пелц – „Зойкина Квартира“ от Михаил Булгаков, реж. Десислава Боева
- Констанс – „Бастард“ – Уилям Шекспир, реж. Явор Гърдев
- Мари – „Марат/Сад“ – Петер Вайс, Явор Гърдев
- Г-жа Тербуш – „Развратникът“ – Ерик-Еманюел Шмит, реж. Красимир Спасов
- Мария – „Дванайсета нощ“ – Уилям Шекспир, реж. Галин Стоев
- Понсиа в „Домът на Бернарда Алба“ от Ф. Г. Лорка, реж. Стоян Радев – Ге. К.
- Фелиция в „Крум“ от Ханох Левин, реж. Явор Гърдев
- в „Q4“ авторски спектакъл на Боян Иванов, международна копродукция на ДТ „Стоян Бъчваров“ и театрална компания „goltz+zilbert“
- участва в „Силикон“ авторски спектакъл на Боян Иванов;
- сеньора Капулети в „Ромео и Жулиета“ от Уилям Шекспир, реж. Десислава Боева;
- Елмира в „Тартюф“ по Жан-Батист Молиер, реж. Стоян Радев – Ге. К.
- в шоуспектакъла „Какъв прекрасен свят“ по текст на Людмил Станев, реж. Дафинка Данаилова
- Мадам Егревил в „Дамски шивач“ от Жорж Фейдо, реж. Румен Велев
- Петранова в „Големанов“ от Ст. Л. Костов, реж. Александър Илинденов
- в „Калигула“ от Албер Камю, реж. Явор Гърдев (2008);
- Петра в „Горчивите сълзи на Петра фон Кант“ от Р. В. Фасбиндер, реж. Стоян Радев Ге. К.(2009);
- Берта в „Бремен“ по Ал. Владигеров, реж. Стоян Радев Ге. К. (2010);
- Абби в „Страсти под брястовете“ от Юджийн О`Нийл, реж. Димитър Стоянов (2011);
- Ружа в „Урбулешка трагедия“ от Душан Ковачевич, реж. Димитър Стоянов (2011);
- Кралица Елизабет в „Ричард III“ от У. Шекспир, реж. Пламен Марков (2011);
- Селестин в „Дон Жуан или Любовта към геометрията“ по М. Фриш, Ж.-Б. Молиер, С. Дали, Л. Пирандело и Ж. Юлгар, реж. Георги Михалков (2012)
- Мери в „Паметта на водата“ от Шийла Стивънсън, реж. Стоян Радев Ге. К. (2012)
- Войницка, Mamman във „Вуйчо Ваньо“ от А. П. Чехов, реж. Пламен Марков (2012);
- Емили Грийнлийф в „Талантливият мистър Рипли“ от Филис Наги, адаптация по романа на П. Хайсмит, реж. Стайко Мурджев (2013);
- Анна Андреевна в „Ревизор“ от Н. В. Гогол, реж. Пламен Марков (2013);
- Мария в „Гимнастика за бременни“ от Здрава Каменова, реж. Калин Ангелов (2013);
- Ема в „Измяна“ от Харолд Пинтър, реж. Пламен Марков (2014);
- Костанда в „Свекърва“ от А. Страшимиров, реж. Стоян Радев – Ге.К.(2014);
- Жеронима, Дорина във „Всичко наопаки или Наопаки всичко“ по Молиер, реж. Пламен Марков (2014)
- Маркиза дьо Мертьой в „Опасни връзки“ от Кристофър Хамптън, реж. Стилиян Петров (2015);
- Фелисита Герасимовна – Кукушкина в „Доходно място“ от Ал. Островски, реж. Крис Шарков (2015);
- Баба Койна в „Криворазбраната цивилизация“ от Д.Войников, реж. Стоян Радев Ге. К. (2016)
- Кралицата във „Влюбеният Шекспир“, реж. Пламен Марков (2017)
- Лизавета Богдановна в „Месец на село“, по Иван С. Тургенев, реж. Стилиян Петров (2017)
- Феята на радостните игри в „Сън“, от Магда Борисова, реж. Стоян Радев Ге. К. (2017)
- Старшата Сестра в „Бащи, лъжи и още нещо“, от Рей Куни, реж. Костадин Бандутов (2017)
- Маркиза Матилда в „Хенри IV“ от Луиджи Пирандело, реж. Лилия Абаджиева (2017)
- Г-жа Готлиб в „Телефонът на мъртвеца“ от Сара Рул, реж. Петър Денчев (2018)
- Аркадина в „Магьосническо езеро“ по „Чайка“ на А.П.Чехов, реж. Стоян Радев Ге.К. (2018)
- „Монтажът на моя филм“ от Матьо Куик, реж. Десислава Шпатова (2019)
- „Двубой“ от Иван Вазов, реж. Стоян Радев Ге.К. (2019)
- „Само за жени“ от Дарио Фо, реж. Костадин Бандутов (2019)
- „Поразените“ от Теодора Димова, реж. Стоян Радев Ге.К. (2020)
- „Любовникът от Занзибар“ от Ели Саги, реж. Атанас Атанасов (2020)

## Награди
- АСКЕЕР – за поддържаща женска роля 1999 г. за ролята на Рада в „Зидарите и попа“
- Награда „Варна“ 2013 – за екипа на „Паметта на водата“ от Ш. Стивънсън, режисьор Стоян Радев Ге. К., хореография и костюми Мира Каланова, помощник-режисьор Петя Куртева.